# Christian Corrêa Dionisio
Christian Corrêa Dionisio (n. 23 aprilie 1975, Porto Alegre, Rio Grande do Sul, Brazilia) este un fost fotbalist brazilian.

## Statistici
| Brazilia | Brazilia | Brazilia |
| An       | Meciuri  | Goluri   |
| -------- | -------- | -------- |
| 1997     | 2        | 0        |
| 1998     | 2        | 0        |
| 1999     | 6        | 0        |
| 2000     | 0        | 0        |
| 2001     | 1        | 0        |
| Total    | 11       | 0        |